# Amor sem Medida
Amor sem Medida é um filme de comédia romântica brasileiro de 2021 dirigido por Ale McHaddo a partir de um roteiro de Michelle Ferreira. Trata-se de um remake do filme argentino Corazón de León, de 2013. O filme conta a história de amor entre Ivana, uma advogada recém divorciada, e Ricardo, um conceituado cardiologista de baixa estatura. É protagonizado por Leandro Hassum e Juliana Paes, com as participações de Elizângela, Marcelo Laham, Marcelo Mansfield e Luana Martau. Estreou na Netflix em 18 de novembro de 2021.

## Enredo
Quando Ivana perde o telefone em uma cafeteria, Ricardo encontra e liga para o telefone de sua casa. Eles decidem se encontrar no café na manhã seguinte, e ela fica surpresa com o quão baixo ele é. Como cardiologista, ele vê que ela está estressada e a leva para um salto de paraquedas. Ele tem que abreviar a data em que o Papa, em visita ao Brasil, é hospitalizado e precisa de uma cirurgia de emergência. Ricardo pede conselhos à filha, Manu, sobre como convidar Ivana para sair, enquanto Ivana luta pelo divórcio com o ex-marido Danilo.
Ivana e Ricardo têm um jantar romântico, onde se beijam. No próximo encontro, eles vão a um clube de música, onde Ricardo se apresenta ao vivo. No meio da apresentação, um homem assustador tenta flertar com Ivana. O homem zomba da altura de Ricardo e o desafia para uma batalha de dança, na qual Ricardo vence. Eles passam a noite juntos na casa de Ricardo, e Ivana percebe os desafios que vêm em ser da altura de Ricardo.
Danilo vê Ivana com Ricardo e zomba da altura dele, mas Ivana o defende. Ela convida Ricardo para almoçar em sua casa e ele tem dificuldade em encontrar os utensílios necessários para fazer a refeição. A mãe de Ivana liga para ela e ela não conta sobre Ricardo. Ela hesitantemente o convida para a festa de recepção de casamento de seu irmão no próximo fim de semana. Na festa, Ivana apresenta Ricardo à família como amigo. Quando Ivana se afasta, sua mãe pede a Ricardo que a ajude a fazer Ivana e Danilo voltarem.
No dia seguinte, quando Ivana conta à mãe que está saindo com Ricardo, ela reage com preconceito em relação à altura de Ricardo, então Ivana fica frustrada e sai do carro. Ricardo vai ao consultório de Ivana para visitá-la e Danilo o insulta. Os dois brigam fisicamente e Danilo cria um desentendimento entre Ricardo e Ivana. Pensando que Ivana está brincando com ele porque tem vergonha dele, Ricardo termina com ela. Tanto Ricardo quanto Ivana estão arrasados com a separação. Manu diz a Ricardo para se aceitar antes de esperar que Ivana o aceite.
No casamento do irmão, Ivana percebe como Danilo e a mãe criaram o desentendimento entre ela e Ricardo. Ela repreende os dois, e seu pai começa a falar em apoio a Ivana quando passa por aparentes problemas cardíacos. Eles correm para o hospital de Ricardo enquanto Ricardo aparece no local do casamento. Quando Ricardo chega para tratá-lo, todos ficam aliviados por ele estar apenas com gases graves. O casamento do irmão de Ivana continua no hospital. Ela e Ricardo discursam e se beijam.

## Elenco
- Leandro Hassum como Dr. Ricardo Leão
- Juliana Paes como Ivana Alvarenga Tavares
- Elizângela como Márcia Alvarenga
- Pietra Hassum como Manuela "Manu" Leão
- Marcelo Laham como Danilo Tavares
- Luana Martau como Corina
- Marcelo Mansfield como Adolfo Alvarenga
- Carol Portes como Cerimonialista
- Rafael Portugal como Raul, o dançarino
- Eduardo Mossri como Wladimir Alvarenga
- Casey Frost como Fred
- Letícia Birkheuer como Dra. Cláudia
- Edson Montenegro como Jacob
- Adyel Silva como Sharon
- Mário José Paz como Papa Francisco
- Teca Pereira como Enfermeira Joyce
- Johnny Klein como Enfermeiro Fran
- Delurdes Moraes como Odete
- Ale McHaddo como Juiz de paz

## Produção
Produzido pela Coração de Selva, em coprodução com a Buena Vista Internacional e Downtown Filmes, Amor sem Medida é um remake do filme argentino Corazón de León. O filme é dirigido por Ale McHaddo, conhecido por seus trabalhos com animações como Osmar, a Primeira Fatia do Pão de Forma e fundador da 44 Toons, empresa responsável pelos efeitos visuais do filme. O roteiro foi escrito por Michelle Ferreira e a produção por Geórgia Costa Araújo e Luciano Patrick, com produção executiva de Luciano Patrick, Andrezza de Faria e Nicole Weckx. Além de protagonizarem o filme, Juliana Paes e Leandro Hassum também atuam como produtores associados do longa.
O ator Leandro Hassum foi reduzido no filme por meio de computação gráfica. Para isso, nas gravações, o elenco fazia uso de alguns truques como contracenarem com bolas de tênis para em seguida inserir a imagem computadorizada do ator.
O filme foi dedicado às memórias do ator Edson Montenegro e do produtor Cláudio Pontes, que faleceram meses antes do lançamento.

## Lançamento
O filme foi lançado em 18 de novembro de 2021 pela Netflix. A produção foi dublada e exportada para diversos países, como França, Alemanha, Estados Unidos e toda a América Latina.
O filme se tornou um sucesso em vários países do mundo. Entre a semana do dia 15 a 21 de novembro, a produção ocupou o posto de filme de língua não-inglesa mais assistido dentro da plataforma da Netflix. Em mais de treze países entrou no Top 10 de mais assistidos. Além do território nacional, na Costa Rica, República Dominicana, Guadalupe, Honduras, Martinica, Nicarágua, Uruguai, Venezuela, Luxemburgo, Portugal, Suíça, Ilhas Maurício e Ilha da Reunião o filme esteve entre os mais vistos. Segundo dados da empresa de streaming, desde a entrada no catálogo de obras, o filme já acumulou mais de 9,6 milhões de horas assistidas ao redor do mundo.

## Recepção

### Crítica
No CinePOP, Janda Montenegro avaliou com nota 2,5/5 dizendo que "é uma comédia nacional feita para o público internacional da Netflix – razão pela qual temos uma estética almodovariana no núcleo de Ivana; personagens estrangeiros que só falam em inglês; a presença do Papa para gerar diálogo em hispano-italiano; e cenas que acompanham a interpretação e o modo de execução de comédias românticas internacionais, sem nenhum elemento brasileiro que remeta a origem da produção. Pode ser, sim, que agrade outros públicos para além do público nacional, internacionalizando, assim, nossos atores."

### Controvérsia
Os atores Peter Dinklage, Juliana Caldas e Giovanni Venturini criticaram o modo como o nanismo é retratado no filme.